# 正興電機製作所
株式会社正興電機製作所（せいこうでんきせいさくしょ）は、福岡県福岡市博多区に本社を置く、電力向け受変電設備・開閉装置の製造、開発を行う企業である（証券コードは6653）。

## 沿革
- 1921年 - 正興商会創業
- 1930年 - 株式会社に組織変更
- 1960年 - 商号を株式会社正興電機製作所に変更
- 1990年10月24日 - 福岡証券取引所に上場
- 2017年11月27日 - 東京証券取引所第二部に上場
- 2018年12月7日 - 東京証券取引所第一部に市場変更[1]

## 事業所
- 本社 - 福岡県福岡市博多区
- 古賀事業所 - 福岡県古賀市
- 東京支社 - 東京都千代田区

## グループ会社

### 国内
- 正興ITソリューション株式会社
- 株式会社正興サービス＆エンジニアリング
- 正興電気建設株式会社
- トライテック株式会社

### 海外
- 大連正興電気制御有限公司
- 北京正興聯合電機有限公司
- SEIKO IT SOLUTIONS PHILIPPINES INC.
- SEIKO ELECTRIC ASIA（M）SDN.BHD.